# Cyrtopholis regibbosa
Cyrtopholis regibbosa är en spindelart som beskrevs av Rudloff 1994. Cyrtopholis regibbosa ingår i släktet Cyrtopholis och familjen fågelspindlar.
Artens utbredningsområde är Kuba. Inga underarter finns listade i Catalogue of Life.